# Wenkbrauwstaartmees
De wenkbrauwstaartmees (Aegithalos bonvaloti) is een zangvogel uit de familie Aegithalidae (staartmezen). Staartmezen vormen een eigen familie en behoren niet tot de familie van de echte mezen (Paridae). Deze vogel is genoemd naar zijn ontdekker, de Franse ontdekkingsreiziger Gabriel Bonvalot (1853-1933). 

## Verspreiding en leefgebied
Deze soort komt voor in China en Myanmar en telt drie ondersoorten:
- A. b. bonvaloti: zuidwestelijk en zuidelijk-centraal China en noordoostelijk Myanmar.
- A. b. obscuratus: centraal China.
- A. b. sharpei (Birmese staartmees): zuidwestelijk Myanmar.

## Status
De grootte van de populatie is niet gekwantificeerd maar de soort wordt omschreven als schaars in China tot zeer algemeen in Tibet. Op de Rode lijst van de IUCN heeft deze soort de status niet bedreigd.